# Lettonia
La Lettonia (in lettone Latvija), ufficialmente Repubblica di Lettonia (in lettone Latvijas Republika), è uno Stato membro dell'Unione europea. Situata nell'Europa nord-orientale, confina a nord con l'Estonia (267 km), a est con la Russia (217 km), a sud-est con la Bielorussia (141 km) e a sud con la Lituania (453 km), ed è bagnata a ovest dal Mar Baltico.
La Lettonia è una repubblica parlamentare; la carica di primo ministro è attualmente ricoperta da Evika Siliņa, dal 15 settembre 2023, mentre l'attuale presidente è Edgars Rinkēvičs, dall'8 luglio 2023. La lingua ufficiale è il lettone e la capitale è Riga.
Il 1º gennaio 2014 la nazione baltica ha adottato l'euro, divenendo il diciottesimo Stato della zona euro. L'euro ha sostituito il lats, precedente valuta ufficiale dello Stato.

## Etimologia
Il nome lettone Latvija deriva dal nome degli antichi Letgalli, una delle quattro tribù baltiche indoeuropee (insieme ai Curi, Selonici e Semigalli), che formavano il nucleo etnico dei moderni lettoni insieme ai Livoni finnici. Enrico di Lettonia coniò le latinizzazioni del nome del paese, "Lettigallia" e "Lethia", entrambi derivati da Latgalians. I termini ispirarono le variazioni del nome del paese nelle lingue romanze da "Letonia" e in diverse lingue germaniche da "Lettland". Lat- è una parte comune in molti idronimi baltici, e -gale, ossia "terra", di origine baltica.

## Storia

### Le origini livoniche
Terra anticamente abitata da popoli nomadi dediti alla pesca e alla caccia, il territorio fu colonizzato dai Livoni, popolo di ceppo ugrofinnico, ai quali si aggiunsero i Lettoni, una popolazione indoeuropea.

### L'Ordine teutonico
L'Ordine teutonico iniziò la conversione delle popolazioni locali al cristianesimo agli inizi del XIII secolo.
Protagonista dell'evangelizzazione della Lettonia fu Alberto di Buxhövden, che fondò l'attuale capitale Riga insediando la sede vescovile e sottomettendo il popolo dei livoni con la collaborazione dei cavalieri dell'Ordine teutonico.
Nel 1207 la Livonia fu riconosciuta come feudo dell'impero e spartita tra la città di Riga, il vescovato e l'Ordine teutonico. Nel 1236 l'intera regione passò totalmente sotto l'autorità dei Cavalieri, rimanendo parte dell'impero fino al 1561, quando il regno di Polonia congiunse le province di Letgallia e Livonia a nord del fiume Daugava, mentre le province di Curlandia e Semigallia furono unite nel Ducato di Curlandia, Stato indipendente sotto la sfera d'influenza della Polonia.

### Il dominio svedese
La Svezia nel 1621 conquistò Riga e la provincia di Livonia, perdendole nel 1721, durante la grande guerra del Nord. La Lettonia finì così nella sfera d'influenza dell'Impero russo, che la sottopose a un intenso processo di russificazione mantenendo nella capitale il tedesco come lingua ufficiale.

### Impero russo
A partire dal 1721 la Lettonia apparteneva ai cosiddetti governatorati baltici dell'Impero russo. Nel 1795, con la terza spartizione della Polonia, la Russia di Caterina II si assicurò il controllo dell'intero territorio dell'attuale Lettonia.
Durante la prima guerra mondiale il territorio della Lettonia, ceduto dai russi con la pace di Brest-Litovsk, venne temporaneamente occupato dalla Germania, raggiungendo i territori dell'Ober Ost amministrati da Paul von Hindenburg e dal suo capo di Stato maggiore Erich Ludendorff.

### La guerra di indipendenza lettone e l'indipendenza nel 1918
Il 18 novembre 1918, poco dopo la resa della Germania, fu proclamata l'indipendenza. A questo punto i sovietici tentarono di riprendersi i territori ceduti con la loro resa durante la prima guerra mondiale, ma trovando una forte opposizione lettone ne scaturì la guerra d'indipendenza lettone. Dopo due anni di aspre battaglie per mantenere l'indipendenza, quest'ultima venne riconosciuta anche dalla Russia bolscevica l'11 agosto 1920.

### Il regime di Ulmanis
In seguito all'indipendenza riconosciuta anche dalla Russia, il paese conobbe un periodo di democrazia che durò fino al 1934. In tale anno, Kārlis Ulmanis, che più volte aveva ricoperto la carica di Primo Ministro, sciolse il Saeima, il Parlamento lettone, e instaurò una dittatura.

### L'occupazione durante la seconda guerra mondiale
Il 23 agosto 1939 la Germania nazista e l'URSS firmarono il patto Molotov-Ribbentrop, che poneva la Lettonia nella sfera d'influenza sovietica, mettendo fine alla dittatura di Ulmanis. Nell'agosto del 1940 il paese venne occupato dall'Armata rossa e la Lettonia, come gli altri Paesi baltici, divenne una delle Repubbliche dell'Unione Sovietica, la Repubblica socialista sovietica lettone. Gli Stati Uniti d'America, con la dichiarazione di Welles (23 luglio 1940), notificarono all'Unione Sovietica che essi non avrebbero mai riconosciuta come legittima tale annessione. L'anno successivo, Ulmanis venne arrestato dalle forze sovietiche, per poi morire in un carcere di Krasnovodsk.
Nel 1941, con l'operazione Barbarossa, la Germania invase l'URSS e occupò la Lettonia. Nei tre anni di occupazione, si susseguirono vari eccidi di ebrei e rom.

### Il periodo sovietico (fino al 1991) e l'indipendenza
Alla fine della seconda guerra mondiale l'Unione Sovietica rioccupò la Lettonia, che, nei cinque anni successivi al conflitto, venne sottoposta alle purghe del regime staliniano, perdendo la propria indipendenza. Intensa fu la politica di "russificazione" imposta da parte dei sovietici, che mise quasi a rischio l'identità nazionale.
Il 4 maggio 1990 venne emanata una Dichiarazione di indipendenza transitoria, che divenne definitiva il 21 agosto 1991, data in cui il paese riconquistò la propria indipendenza dall'Unione Sovietica, al momento del suo crollo. L'URSS riconobbe la Lettonia come Stato indipendente il 6 settembre 1991.
Dopo l'indipendenza la Lettonia avviò il cammino di integrazione europea, culminato nell'adesione all'Unione europea il 1º maggio 2004; in precedenza, il 20 settembre 2003 il 66,9% dei lettoni in un referendum approvò l'adesione all'Unione europea. Pochi giorni prima, il 29 marzo 2004, la Lettonia era entrata a far parte della NATO.
Dal 1º gennaio 2014 la Lettonia ha adottato la moneta unica europea: l'euro, divenendo così il 18º paese dell'area euro.

## Geografia

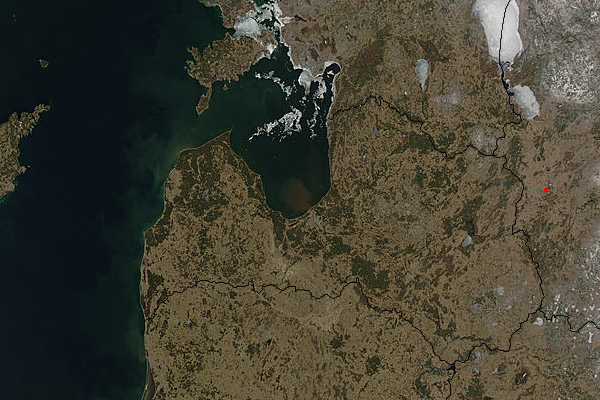
Lettonia dal satellite

È compresa fra i 55°40' e i 58°05' latitudine Nord e i 20°58' e 28°14' longitudine Est, e si affaccia sulla parte orientale del Mar Baltico tra l'Estonia e la Lituania.
Fa parte della Regione biogeografica boreale. La Lettonia è costituita da quattro regioni tradizionali: Curlandia (Kurzeme), Livonia (Vidzeme), Semigallia (Zemgale) e Letgallia (Latgale).

### Morfologia
Il territorio lettone è ricoperto per lo più da boschi (40% della superficie), con numerosi laghi di origine glaciale, (più di 3 000), torbiere e zone paludose. Il paese è bagnato dal Mar Baltico, la lunga costa (531 km) è prevalentemente sabbiosa e non possiede isole. L'elemento caratterizzante del litorale lettone è il golfo di Riga (o baia di Riga, in lettone Rīgas Jūras līcis, in estone Liivi Laht). L'area occupata dal golfo di Riga è di 18000 km² e la profondità massima è di 54 m.
Il territorio è formato da pianure interrotte da colline che non superano i 300 m d'altezza. Il punto più elevato del Paese è il Gaiziņkalns, che raggiunge i 311 m d'altezza.

### Idrografia
Il fiume principale è la Daugava/Dvina Occidentale (1 020 km). Altri fiumi che scorrono sul territorio lettone sono:
- Gauja: 452 km
- Venta: 346 km
- Lielupe: 129 km
- Abava: 119 km

### Clima
Il clima è di tipo temperato freddo, moderatamente influenzato dal Mar Baltico. La temperatura media annua si attesta intorno ai 5/6 °C. In inverno le temperature rimangono sotto lo zero anche per intere settimane (la media di Riga nel mese più freddo, solitamente gennaio, è di -4,7 °C). Le estati sono generalmente miti, la media di luglio a Riga è di 16,9 °C. Non mancano giornate calde con temperature che possono sfiorare e raggiungere i 30 °C.

## Popolazione

### Etnie
| Gruppo etnico | Censimento 1925 | Censimento 1925 | Censimento 1935 | Censimento 1935 | Censimento 1959 | Censimento 1959 | Censimento 1970 | Censimento 1970 | Censimento 1979 | Censimento 1979 | Censimento 1989 | Censimento 1989 | Censimento 2000 | Censimento 2000 | Censimento 2011 | Censimento 2011 | Statistiche 2016 | Statistiche 2016 |
| Gruppo etnico | Numero          | %               | Numero          | %               | Numero          | %               | Numero          | %               | Numero          | %               | Numero          | %               | Numero          | %               | Numero          | %               | Numero           | %                |
| ------------- | --------------- | --------------- | --------------- | --------------- | --------------- | --------------- | --------------- | --------------- | --------------- | --------------- | --------------- | --------------- | --------------- | --------------- | --------------- | --------------- | ---------------- | ---------------- |
| Lettoni       | 1 354 126       | 73,4            | 1 472 612       | 75,5            | 1 297 881       | 62,0            | 1 341 805       | 56,8            | 1 344 105       | 53,7            | 1 387 757       | 52,0            | 1 370 703       | 57,7            | 1 285 136       | 62,1            | 1 216 443        | 61,8             |
| Russi         | 193 648         | 10,5            | 206 499         | 10,6            | 556 448         | 26,6            | 704 599         | 29,8            | 821 464         | 32,8            | 905 515         | 34,0            | 703 243         | 29,6            | 557 119         | 26,9            | 504 370          | 25,6             |
| Bielorussi    | 38 010          | 2,1             | 26 867          | 1,4             | 61 587          | 2,9             | 94 898          | 4,0             | 111 505         | 4,5             | 119 702         | 4,5             | 97 150          | 4,1             | 68 202          | 3,3             | 65 999           | 3,4              |
| Ucraini       | 512             | 0,0             | 1 844           | 0,1             | 29 440          | 1,4             | 53 461          | 2,3             | 66 703          | 2,7             | 92 101          | 3,5             | 63 644          | 2,7             | 45 798          | 2,2             | 44 639           | 2,3              |
| Polacchi      | 51 143          | 2,8             | 48 949          | 2,5             | 59 774          | 2,9             | 63 045          | 2,7             | 62 690          | 2,5             | 60 416          | 2,3             | 59 505          | 2,5             | 44 772          | 2,2             | 41 528           | 2,1              |
| Lituani       | 23 192          | 1,3             | 22 913          | 1,2             | 32 383          | 1,6             | 40 589          | 1,7             | 37 818          | 1,5             | 34 630          | 1,3             | 33 430          | 1,4             | 24 479          | 1,2             | 23 944           | 1,2              |
| Ebrei         | 95 675          | 5,2             | 93 479          | 4,8             | 36 592          | 1,8             | 36 680          | 1,6             | 28 331          | 1,1             | 22 897          | 0,9             | 10 385          | 0,4             | 6 437           | 0,3             | 5 297            | 0,3              |
| Rom           | 2 870           | 0,2             | 3 839           | 0,2             | 4 301           | 0,2             | 5 427           | 0,2             | 6 134           | 0,3             | 7 044           | 0,3             | 8 205           | 0,3             | 6 489           | 0,3             | 5 297            | 0,3              |
| Tedeschi      | 70 964          | 3,8             | 62 144          | 3,2             | 1 609           | 0,1             | 5 413           | 0,2             | 3 299           | 0,1             | 3 783           | 0,1             | 3 465           | 0,1             | 3 042           | 0,1             | 2 605            | 0,1              |
| Estoni        | 7 893           | 0,4             | 7 014           | 0,4             | 4 610           | 0,2             | 4 334           | 0,2             | 3 681           | 0,2             | 3 312           | 0,1             | 2 652           | 0,1             | 2 007           | 0,1             | 1 794            | 0,1              |
| Livoni        | 1 268           | 0,1             | 944             | 0,0             | 185             | 0,0             | 48              | 0,0             | 107             | 0,0             | 135             | 0,0             | 180             | 0,0             | 250             | 0,1             | 171              | 0,0              |
| Altri         | 5 504           | 0,3             | 3 398           | 0,2             | 8 648           | 0,4             | 13 828          | 0,6             | 16 979          | 0,7             | 29 275          | 1,1             | 24 824          | 1,1             | 26 640          | 1,3             | 57 325           | 2,8              |
| Totale        | 1 844 805       | 1 844 805       | 1 950 502       | 1 950 502       | 2 093 458       | 2 093 458       | 2 364 127       | 2 364 127       | 2 502 816       | 2 502 816       | 2 666 567       | 2 666 567       | 2 377 383       | 2 377 383       | 2 070 371       | 2 070 371       | 1 968 957        | 1 968 957        |

Evoluzione demografica dal 1920 al 2015. Popolazione in milioni d'abitanti.

I lettoni sono il principale e più numeroso gruppo etnico del paese.
Seconda etnia è quella russa, concentrata nei distretti orientali.
Seguono altre minoranze slave, quali i bielorussi, i polacchi, gli ucraini e quella baltica dei lituani.
Infine in Lettonia sono presenti anche altre etnie di piccola consistenza: ebrei, rom, tedeschi del Baltico, estoni, tatari e altri ancora.
I dati del 2011 (fonte: CIA Factbook) riportano le seguenti percentuali:
- lettoni 62,1%;[14]
- russi 26,9%;[14]
- bielorussi 3,3%;[14]
- ucraini 2,2%;[14]
- polacchi 2,2%;[14]
- lituani 1,2%;[14]
- altri (ebrei, tedeschi, estoni, tatari, rom e altri) 2%.[14]

### Religione

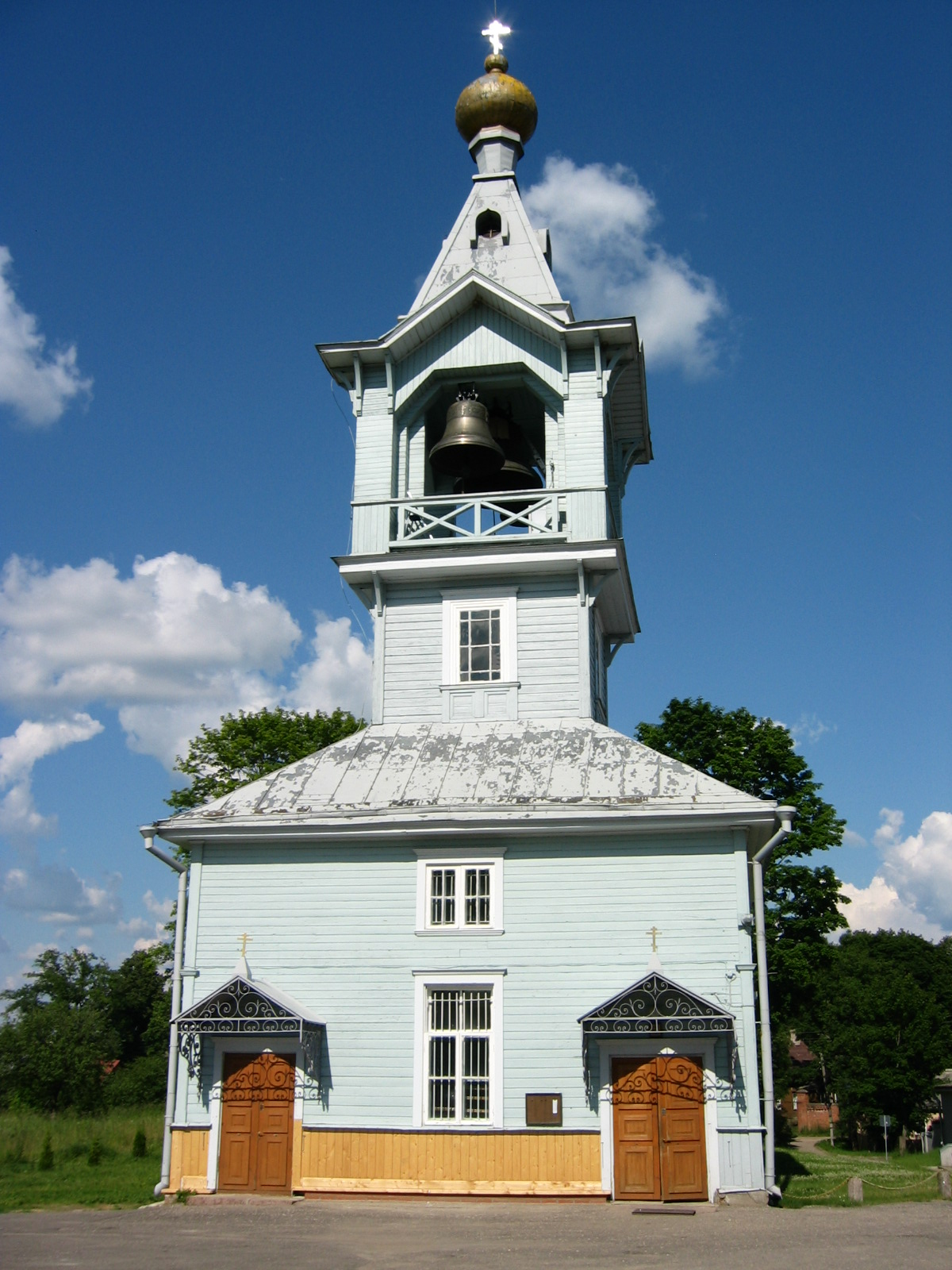
Facciata della chiesa dei Vecchi credenti, a Rēzekne

Il gruppo più nutrito di credenti è costituito da luterani (556 000, secondo i dati del 2003, pari al 24,3% della popolazione), seguito dai cattolici (429 675, pari al 18,8%) (vedi Chiesa cattolica in Lettonia) e dagli ortodossi (350 000, pari al 15,3%) (vedi Chiesa ortodossa lettone).
In Lettonia c'è una comunità ebraica (9 883 aderenti, dati del 2005, pari allo 0,43% della popolazione) residua degli sterminii dell'occupazione nazista. La comunità ebraica lettone fu decimata durante la seconda guerra mondiale (secondo l'ultimo censimento ufficiale nel 1935 era formata da 93 479 ebrei, circa il 6,4% della popolazione totale)..
Altre religioni sono la Dievturi, e la Romuva, la prima tradizionale, duramente repressa dal sistema sovietico, la seconda di più recente costituzione; sono religioni pagane politeistiche che hanno radici storiche basate sulla celebrazione della cultura nazionale, sulla mitologia del periodo pre-cristiano, la relazione con la natura e la venerazione degli antenati.

### Lingue
La lingua ufficiale della Lettonia è il lettone che, come il lituano e l'estinto antico prussiano, appartiene al gruppo baltico della famiglia delle lingue indoeuropee.
La lingua letgalla è diffusa nella Letgallia (Latgale; la maggior parte dei linguisti considera il letgallo un dialetto della lingua lettone).
La lingua livone si è estinta nel 2013, con la morte dell'ultimo madrelingua, Kristiņa Grizelda. Appartiene alle lingue baltofinniche, una sottobranca delle lingue uraliche.
Il russo fu la lingua ufficiale imposta durante l'occupazione sovietica mentre durante l'impero russo la lingua ufficiale nella capitale Riga rimase il tedesco fino al 1891. Oggi la lingua russa è la lingua di minoranza più diffusa, parlata dal 40% della popolazione mentre il tedesco è praticamente scomparso.
Il 18 febbraio 2012 si è svolto un referendum sullo status della lingua russa: con un'ampia maggioranza i cittadini in possesso dei requisiti giuridici si sono espressi contro la proposta di considerare il russo lingua ufficiale accanto al lettone, mentre non hanno potuto esprimersi i moltissimi nepilsoņi in maggioranza russofoni (persone, letteralmente "non cittadini", che pur abitando in Lettonia non hanno i requisiti per essere considerati cittadini non essendo riusciti o non avendo voluto superare un esame di lingua e cultura lettone). La Russia ha apertamente criticato le procedure di naturalizzazione, considerate troppo complicate.

## Ordinamento dello Stato
La Lettonia è una repubblica parlamentare.

### Suddivisioni amministrative

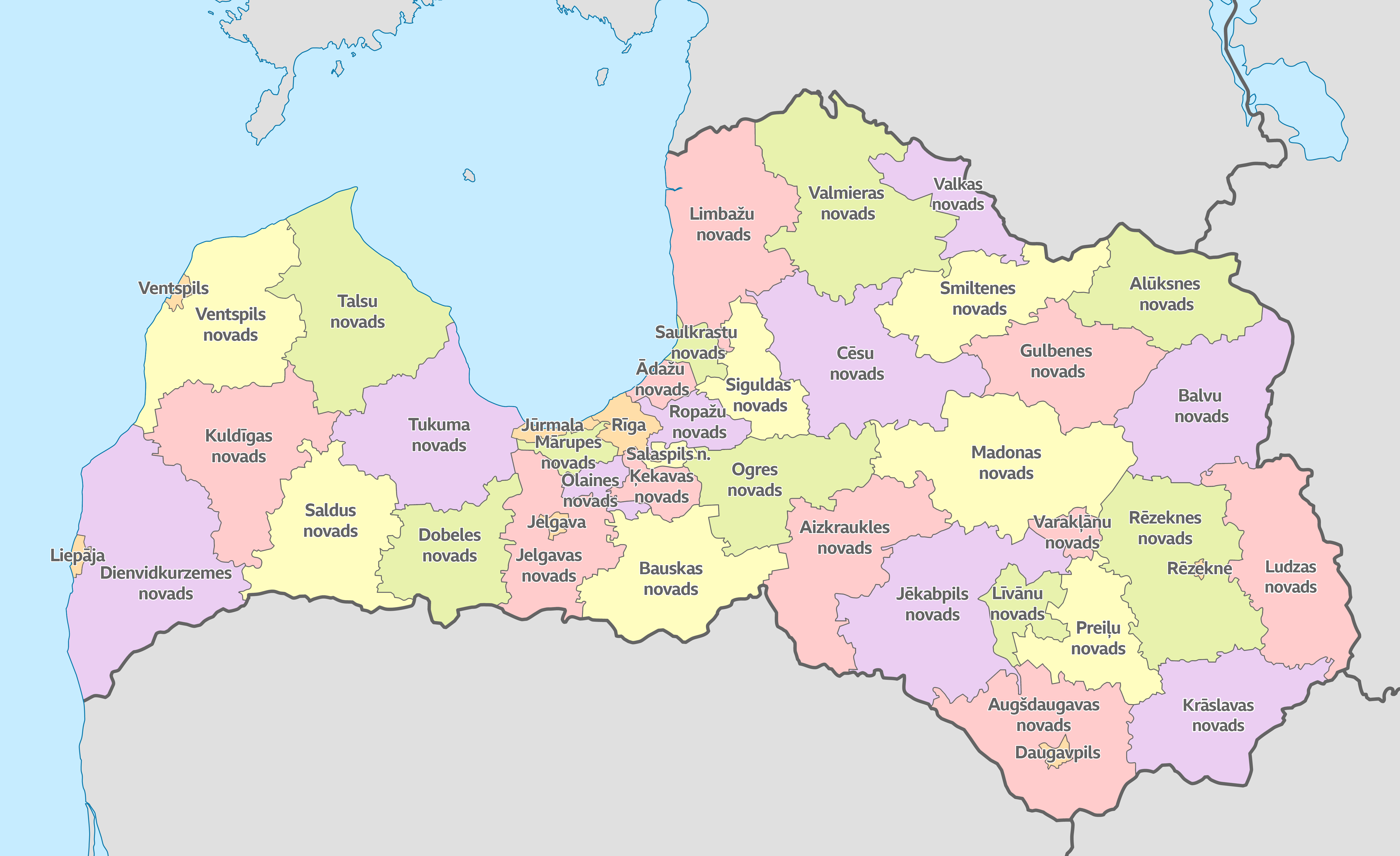
Mappa delle municipalità della Lettonia

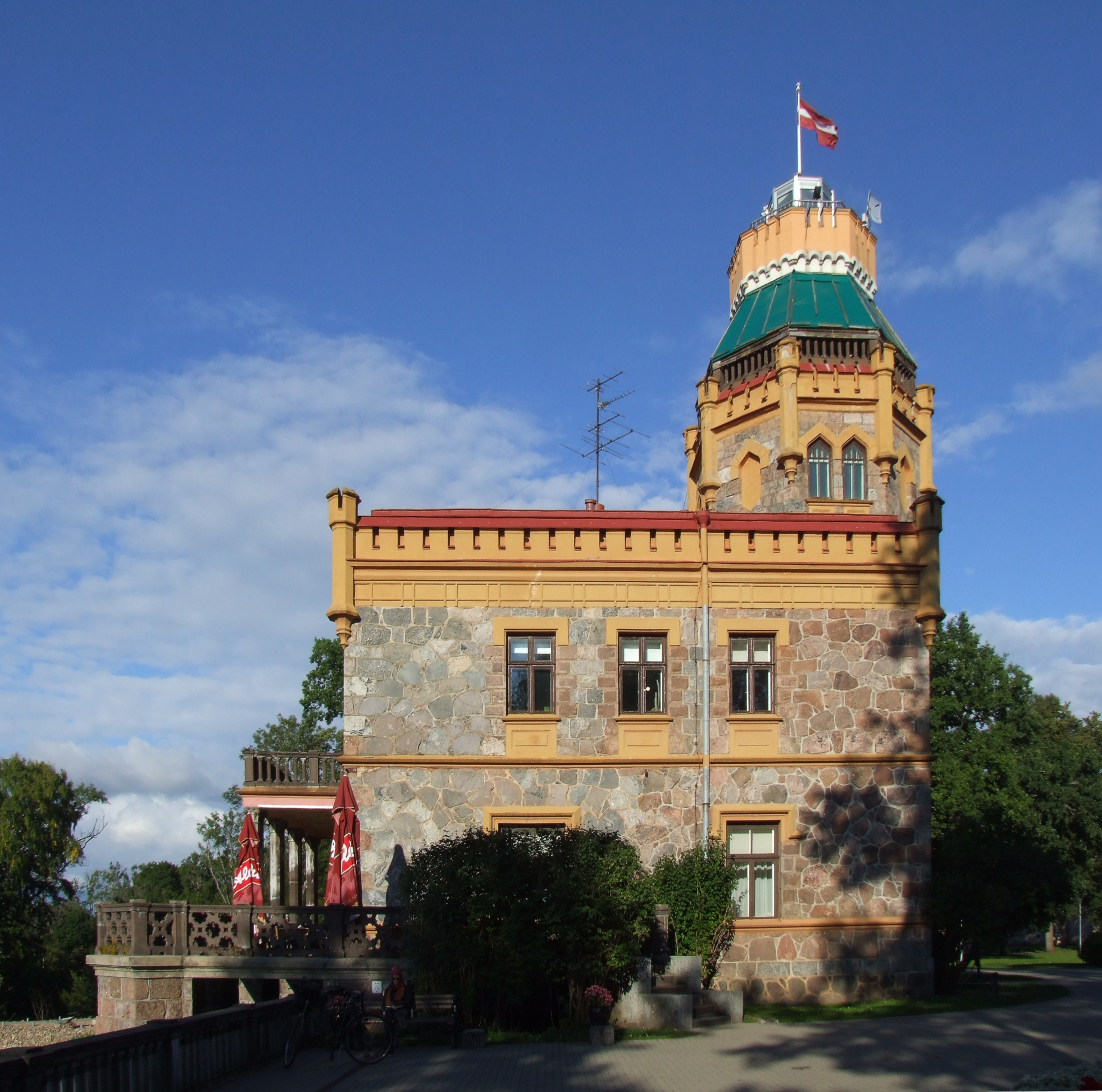
Nuovo Castello di Sigulda

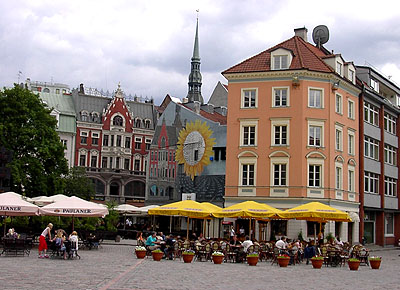
Doma laukums a Riga

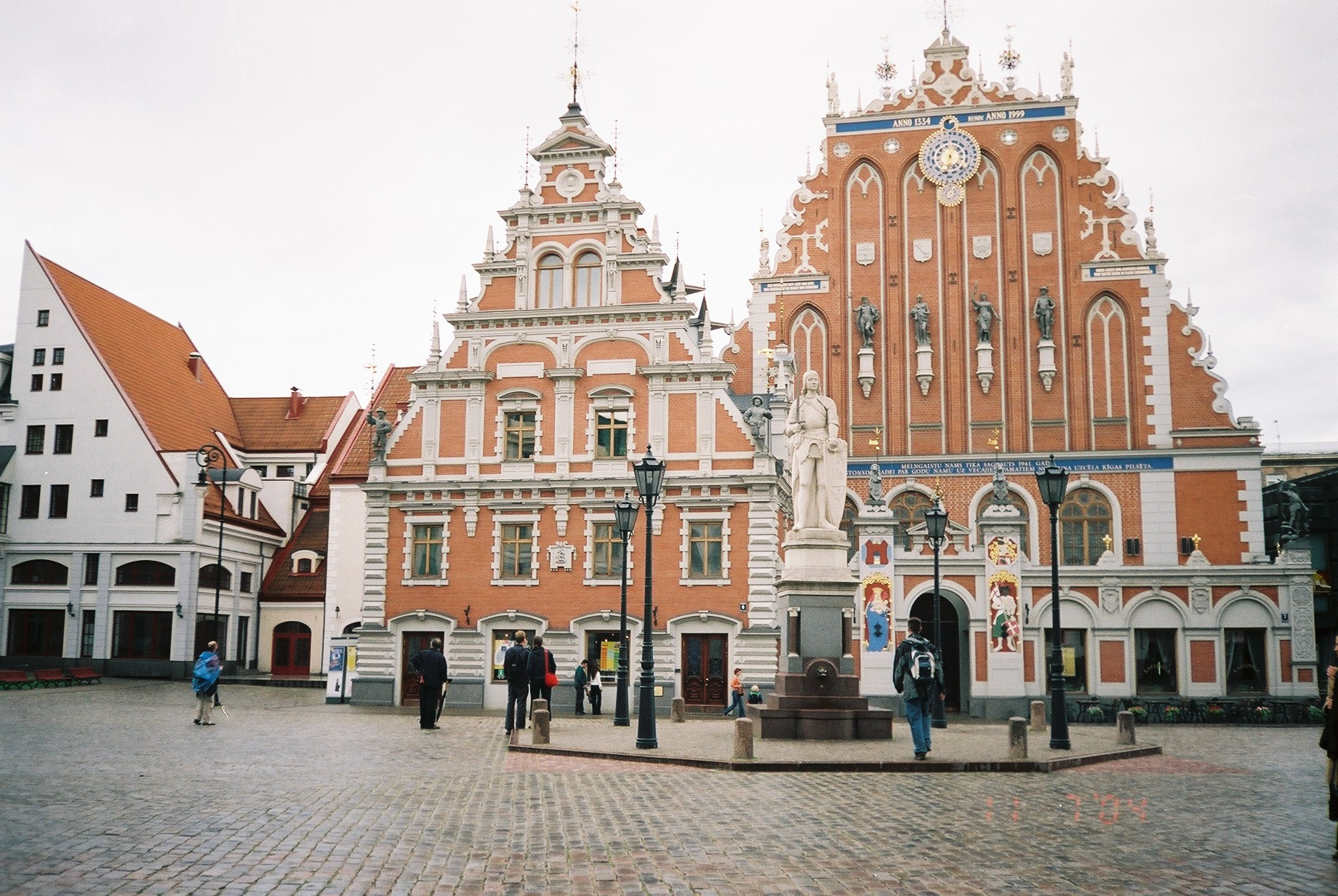
La Casa delle Teste Nere

La Lettonia è suddivisa amministrativamente in 36 municipalità dette novadse 7 città a statuto speciale dette valstspilsētas.

### Perdite e rivendicazioni territoriali
Vi è poi il territorio di Abrene, oggi Pytalovo, che fa parte dell'area fisica lettone e fu parte dello Stato lettone fino al 1944, annesso unilateralmente dalla Russia durante la seconda guerra mondiale e poi rivendicato dalla Lettonia fin dal ritorno all'indipendenza nel 1991. Nel 2007, attraverso un trattato russo-lettone, fu definitivamente riconosciuto come territorio russo.
- Mappa della Lettonia (JPG), su raplm.gov.lv. URL consultato il 20 agosto 2009 (archiviato dall'url originale il 22 luglio 2011).

### Città principali
La capitale è
- Rīga (capitale 722 000 ab. - 01.01.2017);

Le altre principali città sono:
- Daugavpils (104 870 ab. - 01.01.2009)
- Liepāja (85 149 ab. - 01.01.2009)
- Jelgava (65 630 ab.)
- Jūrmala (56 069 ab.)
- Ventspils (43 088 ab.)
- Rēzekne (35 625 ab.)
- Valmiera (27 453 ab.)
- Jēkabpils (26 578 ab.)
- Ķekava (20 945 ab.)
- Cēsis (18 171 ab.)

Le regioni portano lo stesso nome delle città.

### Istituzioni

#### Università
Il 14 ottobre 1862 fu fondata la più antica università tecnica della Lettonia: l'Università tecnica di Riga: il Politecnico di Riga fu, tra l'altro, il primo istituto politecnico dell'Impero russo.

#### Ordinamento scolastico
La Lettonia ha riformato il sistema della pubblica istruzione nel 1989 prevedendo un primo ciclo obbligatorio della durata di nove anni seguito da un secondo ciclo di tre anni oppure da una formazione professionale della durata variabile da uno a sei anni. Molta attenzione è rivolta allo studio della musica, soprattutto della musica corale e allo studio della lingua lettone.

#### Sistema sanitario
Nel 1992 nel paese vi erano 176 ospedali e 130 letti ogni 10 000 abitanti. La maggior parte degli ospedali è concentrata nelle aree urbane. Vi erano 41 medici per 10 000 abitanti, ma con scarsità di personale infermieristico e ausiliario.

#### Forze armate
Le forze armate nazionali sono costituite dalle Latvijas Sauszemes spēki e dalla Zemessardze (Guardia Nazionale). Dal 2007 sono organizzate come un esercito completamente professionale permanente.

## Politica

### Costituzione
La Costituzione della Lettonia è entrata in vigore il 7 novembre 1922.

### Assetto istituzionale
La Lettonia è una Repubblica parlamentare.
Il parlamento unicamerale (Saeima) è formato da 100 deputati eletti ogni 4 anni con sistema elettorale proporzionale con soglia di sbarramento del 5%.
Il Presidente della Repubblica di Lettonia viene eletto dal Parlamento ogni 4 anni, emendato da un mandato triennale il 4 dicembre 1997. Il presidente viene eletto con ballottaggio segreto con una maggioranza di voti non inferiore al cinquanta più uno dei membri del Saeima. Il Presidente è il rappresentante della Lettonia nelle relazioni internazionali, nomina i rappresentanti diplomatici della Lettonia, e riceve anche i rappresentanti diplomatici degli altri Stati; ratifica le decisioni del Saeima riguardo alla stipula di accordi internazionali. Ha il potere di concedere la grazia ai condannati dopo che la sentenza della corte abbia prodotto i suoi effetti legali; è il Comandante in capo delle forze armate della Lettonia. In tempo di guerra il Presidente assume la carica di Comandante supremo delle forze armate. In base alle decisioni del Saeima, spetta al Presidente dichiarare guerra.
La residenza ufficiale del Presidente della Lettonia è situata nel Castello di Riga.
Il Primo ministro è nominato dal Presidente della Repubblica in base al risultato delle elezioni parlamentari. Il Primo ministro in seguito sceglie il Consiglio dei ministri che deve essere approvato dal Parlamento tramite un voto di fiducia. Le elezioni parlamentari si tengono il primo sabato di novembre.
In Lettonia i consigli comunali, che sono costituiti da 7 a 60 membri a seconda delle dimensioni della municipalità, sono eletti tramite la rappresentanza proporzionale per un mandato di sette anni.

### Rapporti con l'Unione europea
La Lettonia il
- 12 giugno 1995, firma l'Accordo di Associazione, il quale entra in vigore solo il 1º febbraio 1998;
- 10 dicembre 1999 vengono aperti i negoziati di adesione. Circa tre anni dopo, il 13 dicembre 2002, durante il Consiglio europeo, i negoziati di adesione vengono chiusi;
- 14 aprile 2003, il Consiglio europeo approva l'adesione della Lettonia all'Unione europea;[22][23]
- 16 aprile 2003, firma il trattato di adesione[24];
- 17 dicembre 2003, deposita presso il Ministero degli Affari Esteri della Repubblica Lettone i propri strumenti di ratifica del trattato di adesione;
- 1º maggio 2004, entrato in vigore il trattato, il Paese diventa membro dell'Unione europea;
- 21 dicembre 2007, entra nello spazio Schengen;[25]
- 1º gennaio 2014 - a dieci anni dall'entrata nell'Unione europea, il Paese baltico, dimostrandosi virtuoso nonostante la pesante crisi economica europea, entra a far parte dell'area euro.

## Economia
La valuta corrente è l'euro, che ha sostituito il lats il 1º gennaio 2014. Il settore economico prevalente è l'industria meccanica e dei mezzi di trasporto. Ha importanza pure il settore della pesca, la costruzione di mobili e il tessile. Importanti partner commerciali sono gli altri Paesi baltici. La Lettonia è uno Stato molto importante per gli scambi commerciali tra i Paesi baltici.

### Trasporti
La rete dei trasporti è ben sviluppata. Accanto alla strada e alla ferrovia ha importanza anche la navigazione sul Baltico. Porti importanti si trovano a Riga, Ventspils e Liepāja.
Il sistema ferroviario lettone ha ereditato dal periodo di occupazione militare sovietica (come le altre Repubbliche baltiche) lo scartamento largo russo (1 520 mm), quindi la connessione con la rete della Polonia e del resto dell'Europa, che adotta quello standard di 1 435 mm, per il momento resta problematica. Esistono tuttavia dei progetti di riqualificazione in corso, che vedrà la Lettonia unirsi al resto del sistema ferroviario dell'Unione europea; il complesso progetto prende il nome di Rail Baltica.

### Turismo
Il turismo in Lettonia interessa soprattutto la capitale, Riga, capitale europea della cultura nel 2014 e famosa per il centro storico in stile Art Nouveau, nominato patrimonio dell'umanità dall'Unesco nel 1997. Un'altra zona a interesse turistico è il parco nazionale del Gauja, che comprende tre poli abitativi: Sigulda, Cesis e Valmiera. Nella zona è possibile visitare alcuni castelli medioevali dei cavalieri dell'Ordine teutonico, che avevano funzione commerciale e difensiva per la lega anseatica. In Lettonia ci sono diverse postazioni per il birdwatching e molti appassionati raggiungono il paese per ammirare gli uccelli in migrazione e le specie che si riproducono grazie all'insuccesso della bonifica sovietica dei terreni paludosi e forestali della Lettonia. Il turismo non comprende una grossa risorsa economica per il paese, con soli 3,7 milioni di visitatori l'anno (2018) la Lettonia si colloca al terzultimo posto in Unione europea. I trasporti di passeggeri nel paese sono avanzati ed efficienti.

## Cultura
La cultura lettone, un tempo solo popolare e locale, si afferma tra il XIX e il XX secolo in campo internazionale, non solo nella letteratura ma anche nelle radici culturali proprie della cultura baltica di cui il paese lettone fa parte.

### Patrimoni dell'umanità
Alcuni siti della Lettonia sono stati iscritti nella Lista dei patrimoni dell'umanità dell'UNESCO.

### Letteratura
La letteratura lettone si afferma con la lirica religiosa nel XVII secolo con Juris Mancelis.
Nel XIX secolo si afferma il poema epico: lo scrittore Andrejs Pumpurs compone così il poema nazionale lettone Lacplesis di argomento mitico. Tra il XIX e il XX secolo spicca la figura dello scrittore e giornalista Rūdolfs Blaumanis e soprattutto dello scrittore e folklorista Krišjānis Barons (1835-1923), considerato in un recente sondaggio la più grande personalità lettone. Nel XX secolo il poeta Rainis, il più importante scrittore lettone, compone varie liriche sulla sua terra, mentre Vilis Plūdons si mette in risalto per il suo stile peculiare e per l'impegno sociopolitico. Nel XXI secolo spicca, tra gli altri, Inga Zolude, prima scrittrice lettone a vincere il Premio letterario dell'Unione europea, nel 2011, con la raccolta di racconti Mierinājums Ādama kokam.

### Musica

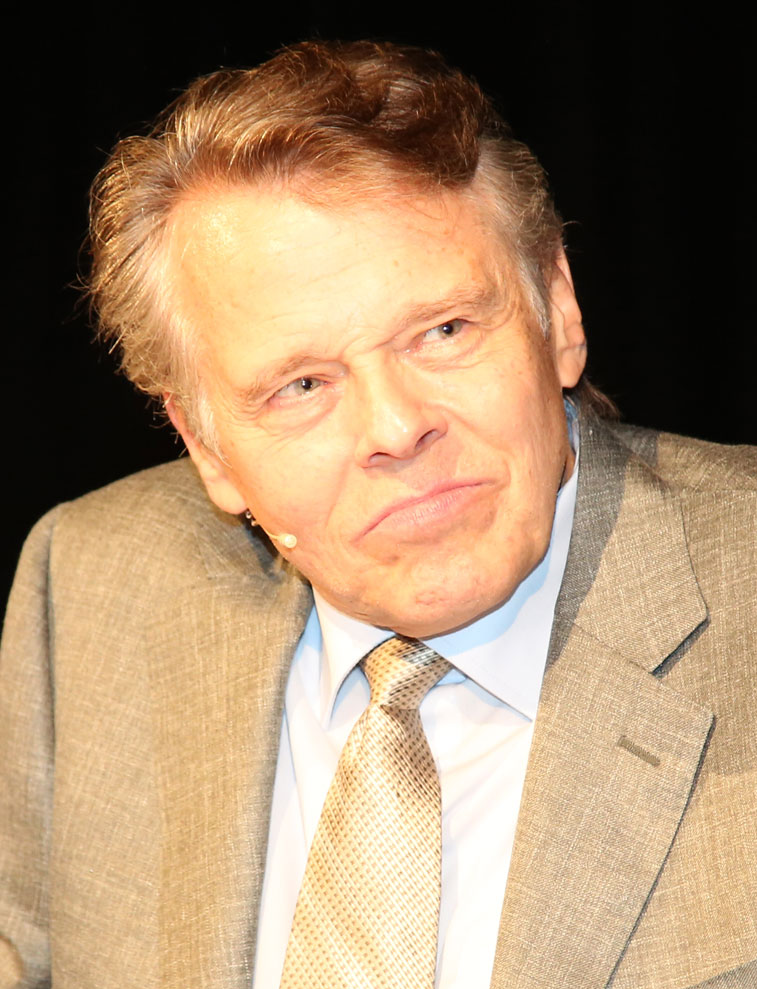
Il direttore d'orchestra Mariss Jansons.

Nel campo musicale, tra gli altri, possiamo ricordare Marija Naumova, vincitrice dell'Eurovision Song Contest 2002 con la canzone I Wanna, e Aisha.
Importante anche la figura di Andrejs Jurjāns (1856-1922), primo compositore professionista lettone.
Tra i più noti direttori d'orchestra, vissuti tra il XX e il XXI secolo, spicca, in particolare, Mariss Jansons. E ancora celebre violinista e direttore d'orchestra fu Gidon Kremer, Premio Imperiale per la musica nel 2016.

### Cinema
Nel 2025 il film Flow - Un mondo da salvare del regista Gints Zilbalodis è stato il primo film lettone candidato per l'Oscar al miglior film straniero. Altro film lettone noto è The Rifleman diretto da Dzintars Dreibergs

### Tasso di alfabetizzazione
Il tasso di alfabetizzazione, al 2009, è del 99,7% della popolazione, registrando un calo dello 0,3% dal 2000.

## Mezzi di comunicazione di massa più importanti

### Quotidiani
I giornali maggiori della Lettonia sono "Diena", "Neatkarīgā Rīta avīze" e "Latvijas Avīze".

### Radio
Le prime trasmissioni regolari della radio in Lettonia sono avvenute nel 1925 da parte della emittente nazionale Latvijas Radio.
Solo nel 1993 è nata la prima stazione privata Radio SWH.

### Televisione
La Lettonia è stato il primo dei tre Paesi baltici nel quale è stata creata la televisione. Le trasmissioni regolari della televisione hanno avuto inizio nel 1954 e sono state trasmesse dal primo canale nazionale Latvijas Televīzija. Dopo la fine della occupazione sovietica nel 1991 sono nati i primi canali televisivi privati come LNT e TV3.

### Internet
In Lettonia l'uso di internet raggiunge circa il 70% della totale popolazione, ed è uno dei più alti nell'Europa, secondo alcune statistiche è il mezzo di comunicazione più importante nel paese. I portali con la maggiore popolarità sono Delfi.lv e Filebase.ws per le notizie e Draugiem.lv e Facebook come siti web di social network.
L'elevato utilizzo di internet ha contribuito alla creazione, alla diffusione e alla popolarità di diverse start-up innovative del mondo della finanza, tra cui le piattaforme di social lending Mintos e Twino, in grado di raccogliere, in breve tempo, centinaia di milioni di euro da investitori provenienti da tutte le parti del mondo.

## Scienza e tecnologia

### Lettonia nello spazio
- 23 giugno 2017: viene lanciato Venta-1, primo satellite artificiale terrestre lettone.

## Ambiente

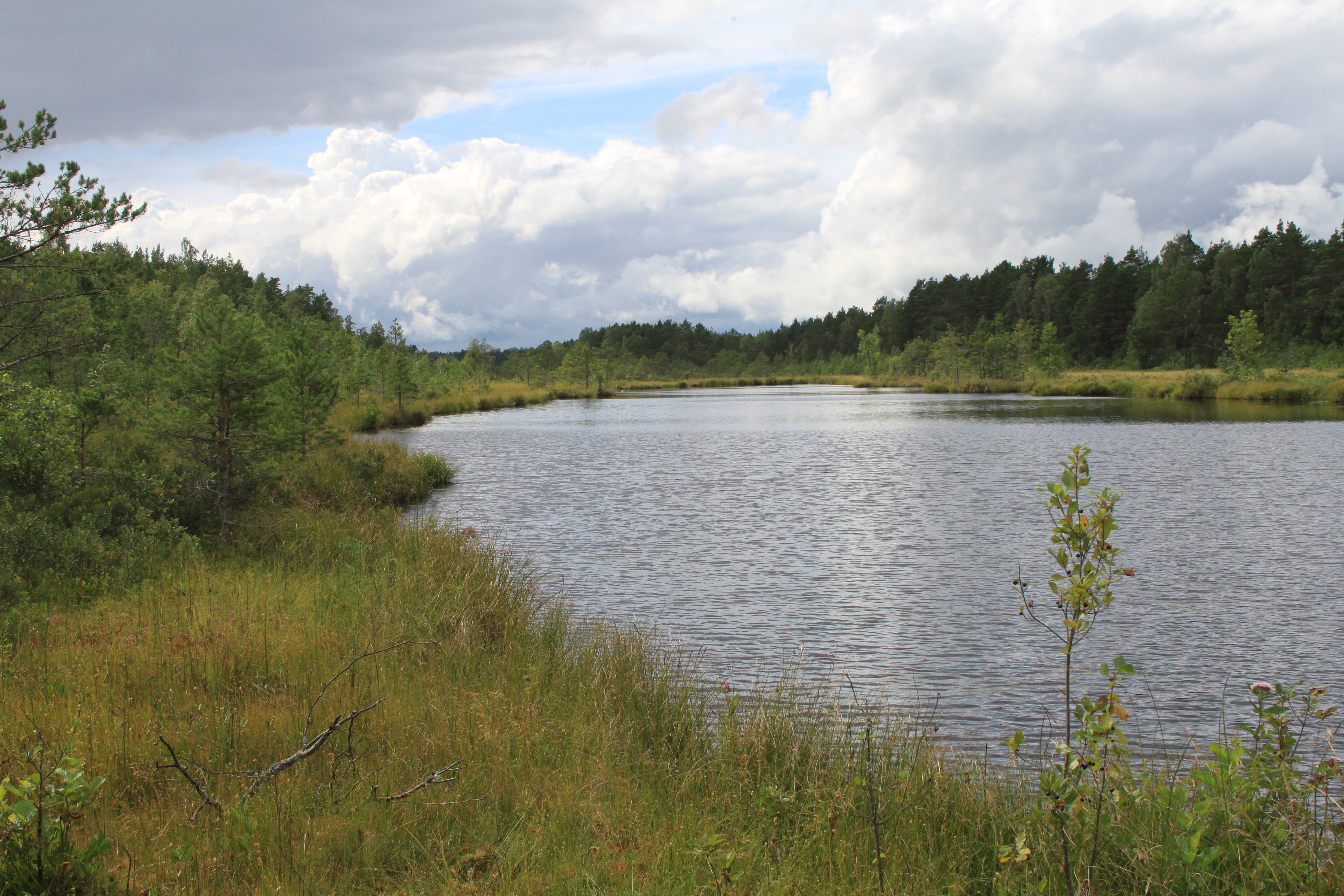
Veduta del Parco Nazionale di Slītere

### Flora e fauna
Il 44% del territorio della Lettonia è coperto di foreste. Le aree settentrionali del Vidzeme e del Kurzeme sono le parti più boscose del paese. La foresta più antica, nel Parco Nazionale di Slītere del Kurzeme, protetta fin dal 1921, è un bosco di latifoglie che ospita una torbiera eutrofica e diverse rare orchidee. Questo parco nazionale protegge da solo 23 tipi di foresta e tre tipi di zone umide. Anche il Parco Nazionale del Gauja ha un ricco ecosistema e ospita 900 specie diverse di piante.
La Lettonia, insieme agli altri paesi della regione baltica, ospita più grandi mammiferi selvatici di qualsiasi altra nazione europea. Alci, cervi, cinghiali, lupi e perfino alcuni orsi abitano i boschi del paese in numero più o meno cospicuo. Lungo i corsi d'acqua interni vi sono i castori, mentre le coste sono popolate da foche. La Lettonia ospita anche una grande popolazione di lontre. Il Parco Nazionale del Gauja vanta 48 specie di mammiferi. A sud di Liepāja, la sede lettone del Worldwide Fund for Nature ha reintrodotto i cavalli konik, discendenti dei cavalli selvatici che un tempo vivevano liberi in Europa, in una tenuta abbandonata intorno al lago Pape. La Lettonia ospita anche una grande popolazione di cicogne bianche. Insieme alla Lituania accoglie più cicogne bianche dell'intera Europa occidentale. La rara cicogna nera nidifica nel Parco Nazionale del Gauja.

### Problemi ambientali
Il rapido processo di industrializzazione durante l'occupazione sovietica e il mancato controllo dell'impatto ambientale di imprese come la costruzione di centri manifatturieri, impianti idroelettrici e dighe hanno fatto aumentare a dismisura i livelli di inquinamento idrico e atmosferico. Dall'indipendenza, il governo lettone e diverse organizzazioni nazionali hanno fatto della tutela dell'ambiente una priorità e finalmente il problema dell'inquinamento del paese è stato affrontato. Stranamente, alcune zone sono minacciate oggi ancor più che durante il regime sovietico: ne è un esempio tipico il litorale lettone nel Kurzeme settentrionale, un tempo posto di frontiera off limits per la gente del luogo, oggi minacciato dal disboscamento e dallo sfruttamento edilizio.
Il sostegno finanziario di Scandinavia e Germania ha contribuito a ridurre l'inquinamento prodotto da centri industriali come Daugavpils e Liepāja. Ventspils, che alla fine degli anni 1980 soffocava nelle polveri di carbonato di potassio, è stata oggetto di una vasta operazione di pulizia. Un nuovo sistema di alimentazione idrica finalizzato alla riduzione degli scarichi delle acque fognarie nel Mar Baltico, il monitoraggio dell'aria e la realizzazione di un nuovo sistema di riscaldamento per ridurre le emissioni di anidride solforosa e di biossido d'azoto sono tutte iniziative che fanno parte di un progetto ambientale della città a lungo termine del costo preventivo di 23 milioni di euro. Nonostante tutti questi sforzi, l'Agenzia Municipale per il Controllo della Qualità dell'Aria ha dichiarato che l'aria di Riga è ancora poco salubre e che gli edifici storici della Città Vecchia continuano a subire danni a causa dell'inquinamento.
L'impianto di trattamento delle acque di Riga è stato migliorato, riducendo così il flusso di liquami nel fiume Daugava e rendendo meno pericolosa la balneazione nel golfo di Rīga. La Bandiera blu europea è stata assegnata alle spiagge di Jūrmala, Ventspils e Liepāja, ma la sicurezza e la pulizia delle altre aree balneari è tutta da dimostrare.
La Lettonia si sta seriamente impegnando a utilizzare fonti di energia rinnovabili. Attualmente il 40% dell'energia del paese è ottenuto in questo modo, soprattutto grazie all'energia idroelettrica. L'ingresso della Lettonia nell'Unione europea nel 2004 ha comportato l'adesione a una serie di norme ambientali e il governo si è impegnato ad adeguarsi a tutte le direttive ambientali dell'Unione europea entro il 2010.

## Gastronomia
La cucina lettone ha subito l'influenza, in particolare, tedesca e russa e si basa spesso sulla consumazione di tre pasti al giorno.

## Festività e ricorrenze nazionali
| Data        | Nome                                                      | Significato                                                                                |
| ----------- | --------------------------------------------------------- | ------------------------------------------------------------------------------------------ |
| 14 giugno   | Giornata commemorativa delle vittime del regime comunista | Commemora la deportazione dei residenti lettoni nei campi penitenziari dell'URSS, nel 1941 |
| 18 novembre | Giorno della proclamazione della Repubblica di Lettonia   | Festa nazionale: proclamazione della Repubblica lettone, nel 1918                          |

## Sport

### Ciclismo
Nella disciplina del ciclismo ricordiamo l'affermazione di Romāns Vainšteins, campione mondiale della prova in linea su strada, nel 2000.

### Giochi olimpici
La prima medaglia d'oro olimpica per la Lettonia venne conquistata da Igors Vihrovs, nella ginnastica artistica, ai Giochi olimpici di Sydney 2000.
Ma la prima medaglia olimpica per la Lettonia risale a Los Angeles 1932 e fu la medaglia d'argento vinta nell'atletica leggera da Jānis Daliņš.

### Motocross
Nel 2025 il pilota lettone Pauls Jonass vince il titolo mondiale di motocross nella categoria MX2 (mondiale under 23), divenendo così il primo lettone a vincere un mondiale in questa disciplina.

### Calcio
La Nazionale di calcio della Lettonia ha vinto ben 13 edizioni della Coppa del Baltico e ha come attuale capocannoniere con 29 reti Māris Verpakovskis.